# Pavetta buchneri
Pavetta buchneri är en måreväxtart som beskrevs av Karl Moritz Schumann. Pavetta buchneri ingår i släktet Pavetta och familjen måreväxter. Inga underarter finns listade i Catalogue of Life.